# 비연호

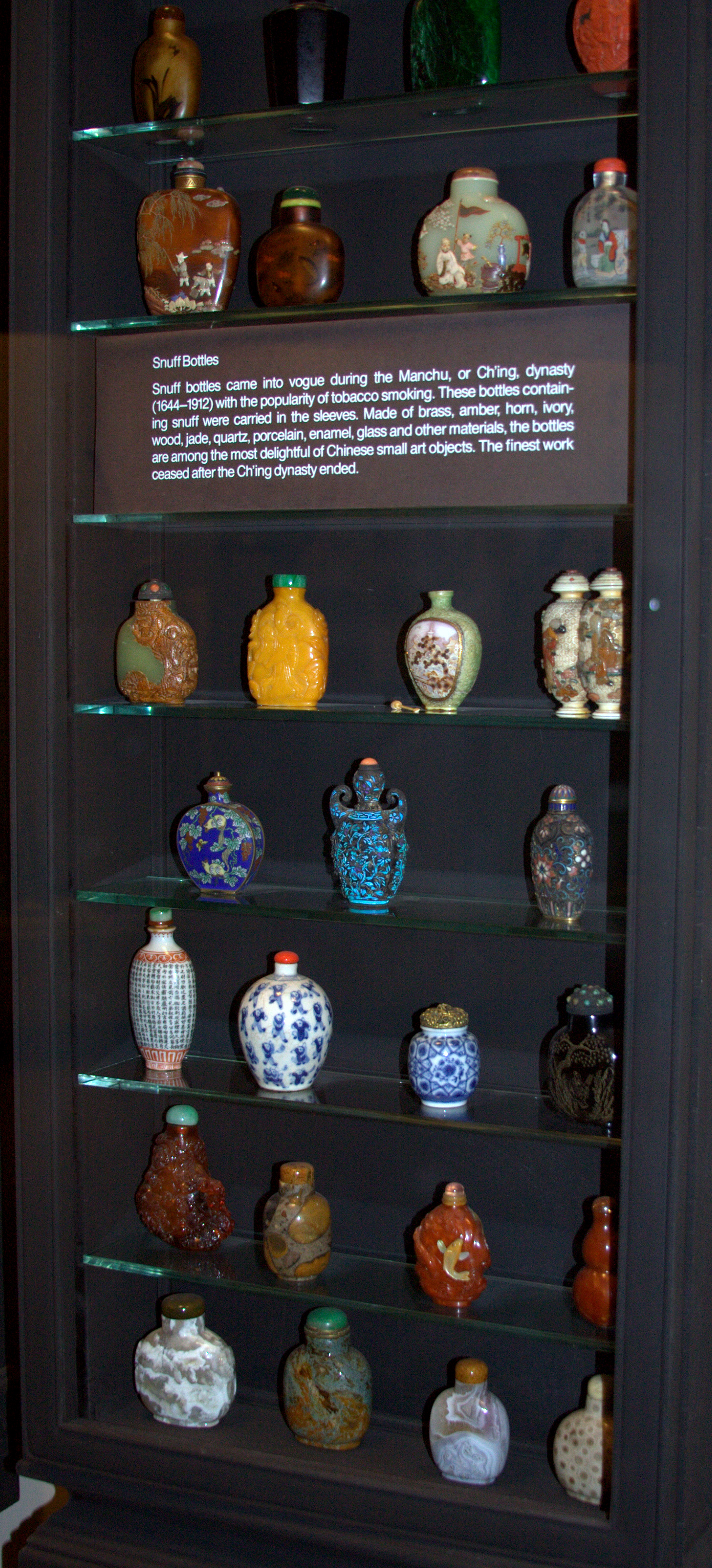
비연호

비연호(鼻烟壶)는 코담배를 넣어두는 병이다. 청나라 시대에 코담배를 담기 위해 사용되었다. 청나라 시대에는 담배를 피우는 것이 불법이었지만, 중국인들은 코담배를 감기, 두통, 위장병 등의 흔한 질병에 대한 치료제로 여겼기 때문에 코담배 사용이 허용되었다. 따라서 코담배도 다른 약과 마찬가지로 작은 병에 담아 가지고 다녔다. 비연호는 유럽인들이 사용하는 스너프 박스를 대체했다.